# Шапрон дю Ларре, Алексей Генрихович
Алексе́й Ге́нрихович Шапро́н дю Ларре́ (1883 — 1947, Брюссель) — участник Белого движения. Адъютант М. В. Алексеева и А. И. Деникина. Первопоходник. Генерал-майор (1920). Зять одного из главных руководителей Белого дела генерала Л. Г. Корнилова.

## Биография

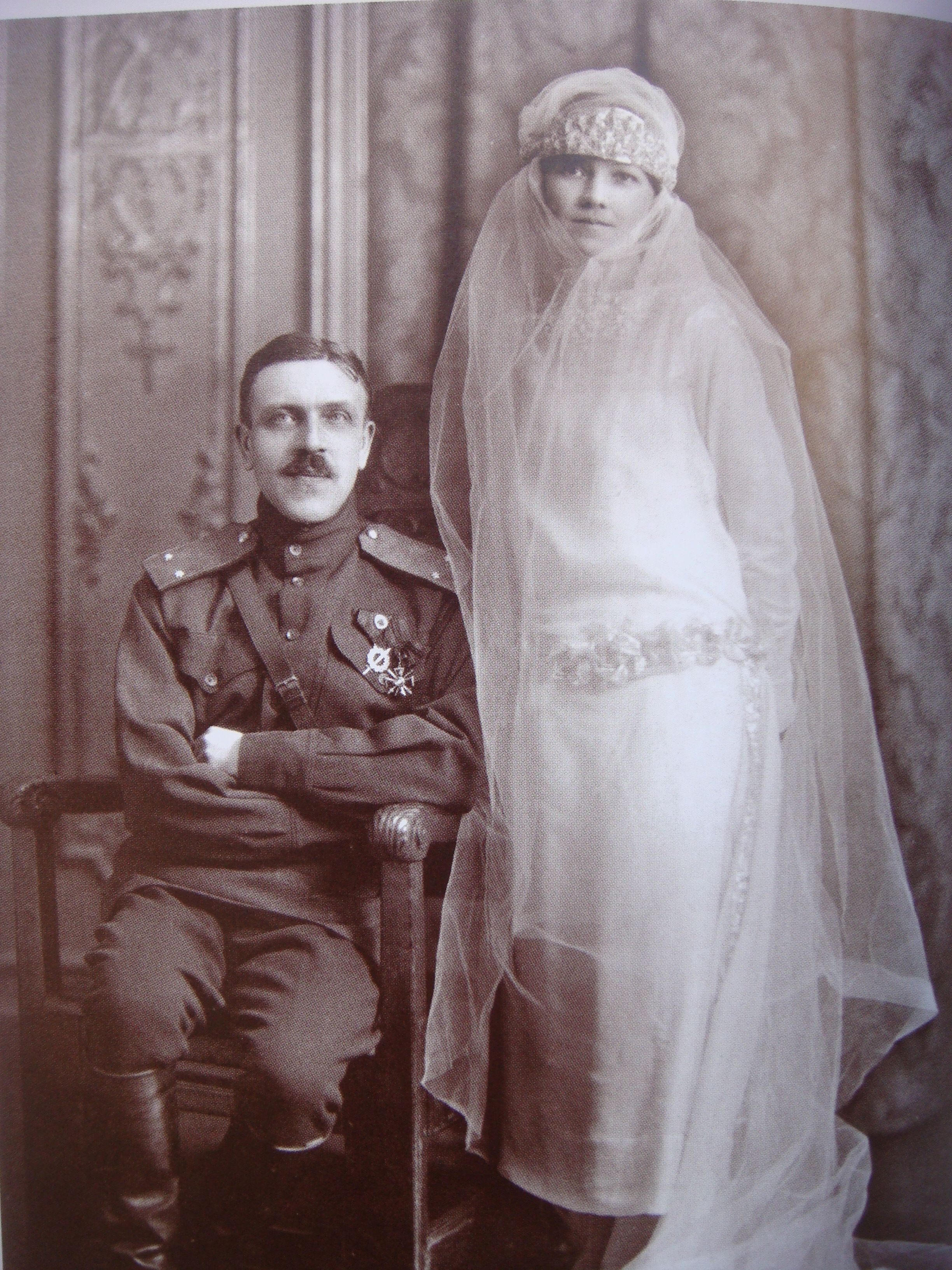
Шапрон дю Ларре со своей невестой — Натальей Лавровной Корниловой

Родился в Симбирске. Православный. Из потомственных дворян Симбирской губернии. Сын действительного статского советника Генриха Ивановича Шапрон-дю-Ларрэ (1853—1907) и жены его Марии Владимировны Трубниковой (1854—1916).
Окончил Симбирский кадетский корпус (1900) и Николаевское кавалерийское училище (1902), откуда выпущен был корнетом в 6-й лейб-драгунский Павлоградский полк. Произведен в поручики 1 сентября 1905 года. 9 марта 1906 года вышел в запас армейской кавалерии по Симбирскому уезду. 26 ноября 1910 года определен на службу в 20-й драгунский Финляндский полк, а 21 июня 1911 года переведен в лейб-гвардии Кирасирский Его Величества полк корнетом. Произведен в поручики 6 декабря 1911 года.
В Первую мировую войну вступил в рядах кирасир Его Величества. За боевые отличия был награждён несколькими орденами. Произведен в штабс-ротмистры 30 июля 1915 года «за выслугу лет», в ротмистры — 23 апреля 1917 года. Был командиром эскадрона. В 1917 году был избран товарищем председателя полкового комитета. В августе 1917 года был членом офицерской организации в Киеве.

### Участие в Гражданской войне в России
В октябре 1917 году, будучи в Петрограде, записался добровольцем в Алексеевскую организацию. Тогда же добровольно стал адъютантом генерала М. В. Алексеева. В дни Октябрьской революции находился при Алексееве, который вынужден был скрываться от бунтовщиков. Сопровождал Алексеева в его нелегальной поездке на Дон, для организации вооружённого сопротивления Советской власти. Участник Первого и Второго Кубанского походов. После смерти М. В. Алексеева стал адъютантом главнокомандующего Добровольческой армии А. И. Деникина. Осенью 1918 года был произведен в полковники. С 30 декабря 1918 года начальник политической части, член главного комитета общества «Белого Креста» — организации, которая оказывала помощь семьям добровольцев.
7 июля 1919 года назначен командиром 2-го конного генерала Дроздовского полка, в этой должности он состоял до 26 ноября того же года. Был тяжело ранен в декабре 1919. После выздоровления в январе 1920 года был назначен генералом для поручений при Главнокомандующем ВСЮР. В марте того же года произведён в генерал-майоры «за боевые отличия». После сдачи генералом Деникиным командования генералу П. Н. Врангелю вместе с первым ушёл из Феодосии в Константинополь в апреле 1920 года.
В эмиграции в Бельгии. Жил в Брюсселе, где владел табачной лавкой. Скончался в 1947 году. Похоронен на кладбище Икселя.

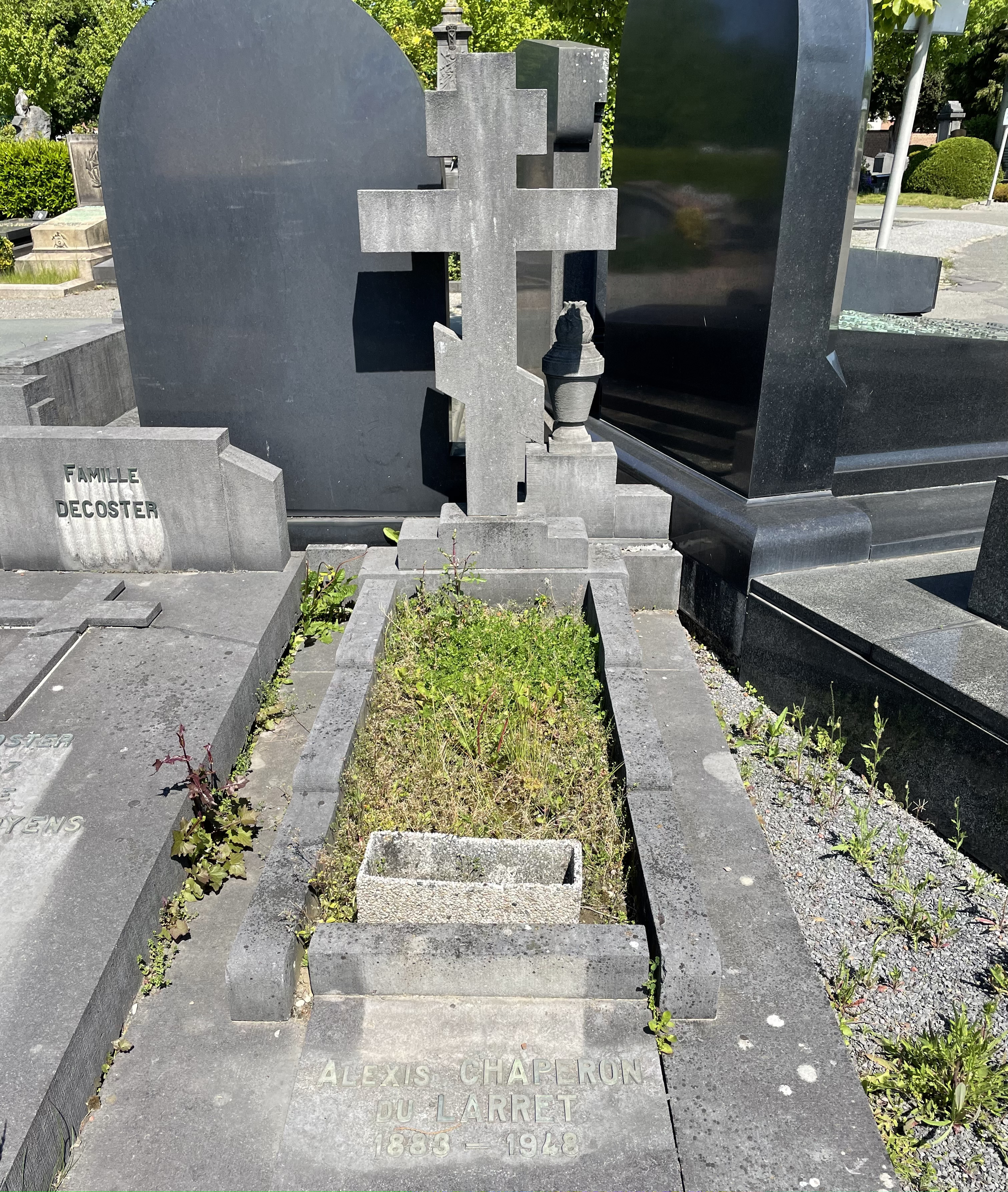
Могила Алексея Генриховича на Иксельском кладбище.

## Семья
Первый раз Алексей Генрихович женился в 1906 году на дочери ставропольского дворянина Алексея Михайловича Наумова Наталье (1889—?). Но в 1908 году, вернувшись из путешествия, Наталья Алексеевна разводится с мужем, оставляет ему новорождённую дочь Марию и уходит к его брату Владимиру.
Был женат на Наталье Лавровне Корниловой (1898—1983), дочери генерала Корнилова. Их сын:
- Лавр (1932—2000), окончил университет в Брюсселе, историк. Собирал материалы по истории Белого движения, сотрудничал с журналом «Наши Вести».

## Награды
- Орден Святого Станислава 3-й ст. (ВП 6.12.1913)
- мечи и бант к ордену Св. Станислава 3-й ст. (ВП 13.09.1915)
- Орден Святой Анны 4-й ст. с надписью «за храбрость» (ВП 25.11.1915)
- Орден Святого Станислава 2-й ст. с мечами (ВП 7.11.1916)
- Орден Святого Владимира 4 ст. с мечами
- Знак 1-го Кубанского (Ледяного) похода